# Altemplom
Az altemplom a nagyobb, főként középkori keresztény templomok keleti felén, a megemelt szentély alatt épült, általában sírok elhelyezésére szolgáló, egy- vagy többhajós kápolna. A középkorban ez volt a kripták legjellemzőbb típusa, ahová nemcsak egyházi és világi méltóságokat temettek, de itt őrizték a fontosabb ereklyéket is.
Jelentősebb, ismertebb magyarországi altemplomok:
- Pannonhalmi Bencés Főapátság
- Feldebrői római katolikus templom
- Esztergomi bazilika
- Tihanyi apátság
- Pécsi székesegyház
- Pécsváradi bencés kolostor
- Szent Mihály-székesegyház (Veszprém)
- Váci székesegyház